# Bộ Rau răm

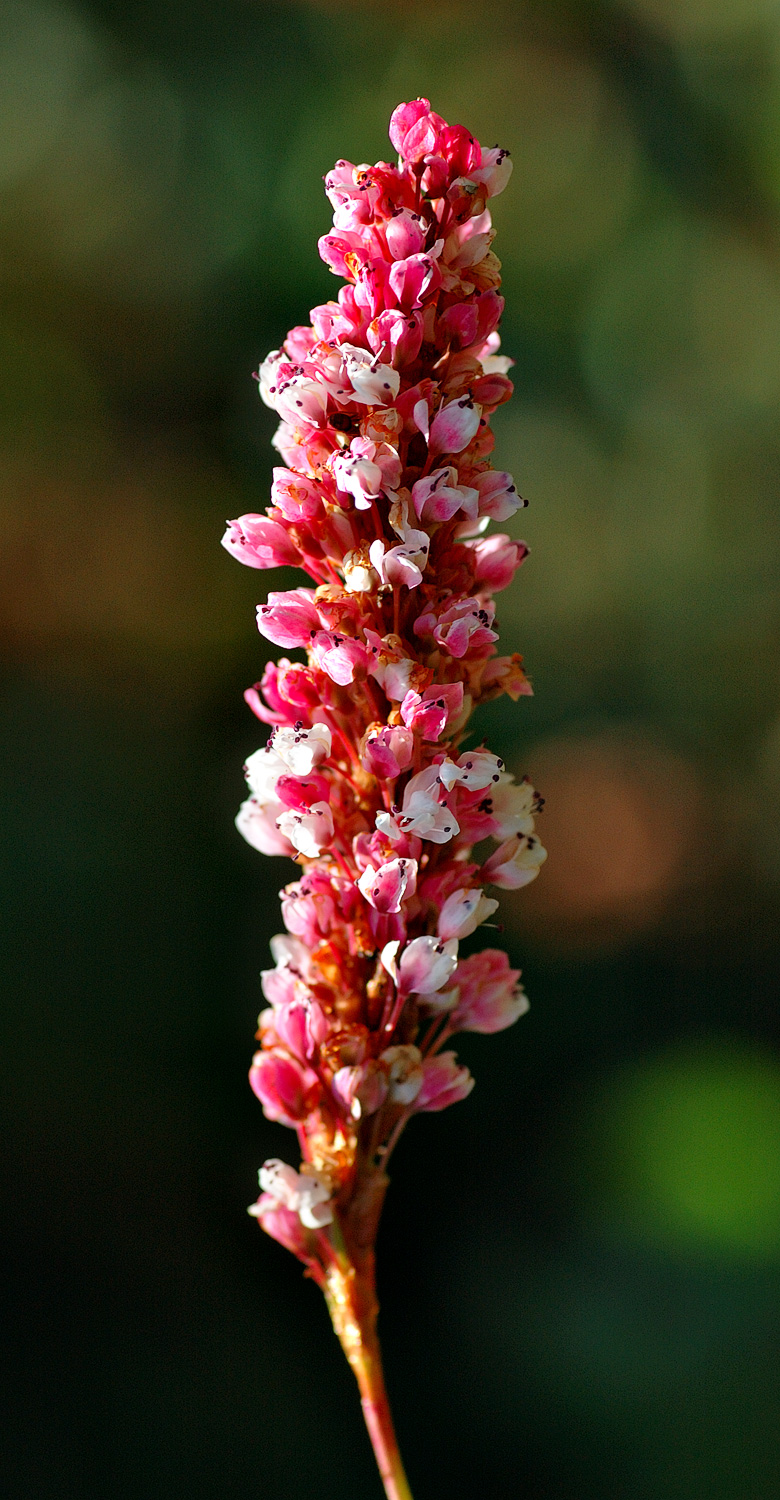
Cụm hoa của Polygonum affine

Bộ Rau răm (danh pháp khoa học: Polygonales) là một bộ thực vật có hoa được một số hệ thống phân loại thực vật cũ công nhận, chẳng hạn hệ thống Wettstein phiên bản sửa đổi cuối cùng năm 1935, hệ thống Engler trong lần cập nhật năm 1964 hay hệ thống Cronquist phiên bản năm 1981. Định nghĩa của bộ này thông thường bao gồm: 
- Bộ Polygonales
Họ Polygonaceae

Trong các hệ thống này thì bộ Polygonales được đặt gần với bộ Cẩm chướng (Caryophyllales hay tên gọi cũ hơn của bộ này là Centrospermae). Cronquist đặt bộ Rau răm trong phân lớp Caryophyllidae của ông, bao gồm ba bộ.